# Voják a tanečnice

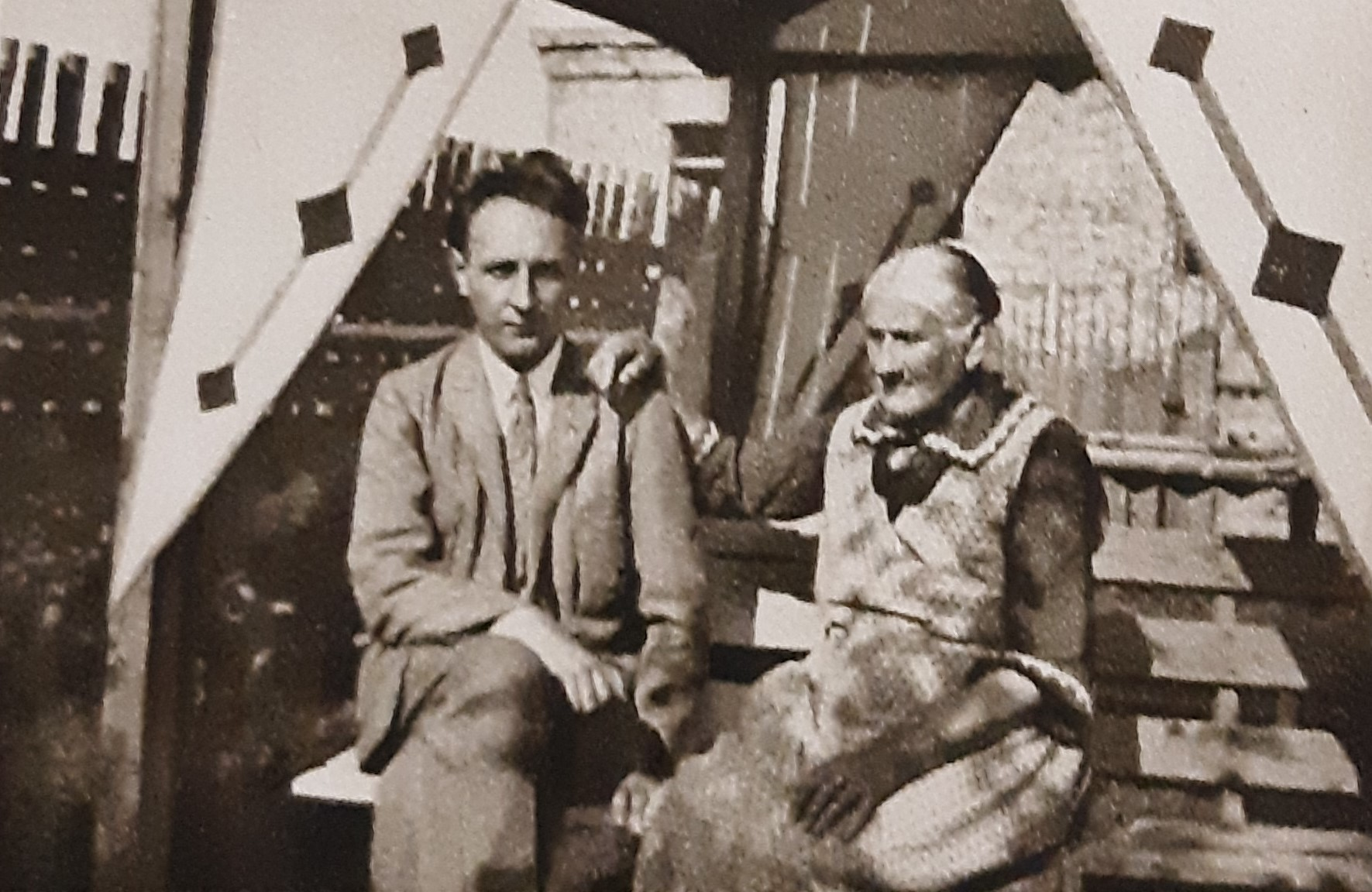
Bohuslav Martinů po dopsání Vojáka a tanečnice (s matkou v Poličce, 1927)

Voják a tanečnice (1927) je první operou Bohuslava Martinů napsanou na libreto J. L. Budína (pseudonym Jana Löwenbacha) podle Plautovy komedie Lišák Pseudolus. Skladatel ji psal, okouzlený Paříží, dadaismem a revuí, v letech 1926 až 1927.

## Charakteristika díla
Voják a tanečnice je svou formou velmi netradiční dílo, jež v sobě kombinuje revui, muzikál, operu, místy paroduje operetu, vystupuje i černošský jazzband. Hudba se liší od jiných oper Martinů (např. Julietta, Hry o Marii nebo Řecké pašije) a je přístupná i nejširšímu okruhu publika. Na několika místech se objeví i baletní pantomima po způsobu Pařížské šestky.

## Inscenační historie
Světová premiéra se konala v Brně, již rok po vzniku opery, 5. května 1928. Další provedení však probělo až po čtyřiceti letech v Olomouci (1966). Od devadesátých let minulého století operu inscenovaly nejprve Národní divadlo moravskoslezské v Ostravě (1990), poté Státní opera Praha (2000) a naposledy v roce 2014 Divadlo Josefa Kajetána Tyla v Plzni v režii Tomáše Pilaře a pod vedením dirigenta Petra Kofroně. V roce 2015 byla tato inscenace provedena v Praze v Národním divadle v rámci festivalu Opera 2015.

## Osoby a první obsazení
| osoba                                                                       | hlasový obor     | premiéra (5. 5. 1928) |
| --------------------------------------------------------------------------- | ---------------- | --------------------- |
| Šimon, athénský občan                                                       | baryton          | Arnold Flögl          |
| Paní Malina, jeho choť                                                      | alt              | Marie Hloušková       |
| Kalidorus, jejich syn                                                       | tenor            | Antonín Pelz          |
| Pseudolus, jejich sluha                                                     | baryton          | Zdeněk Otava          |
| Bambula, radní a majitel tančírny                                           | bas              | Jaroslav Čihák        |
| Fenicie, tanečnice u Bambuly                                                | soprán           | Alexandra Čvanová     |
| Aloisie, Pseudolova milenka                                                 | alt              | Marta Dobruská        |
| Harpax, vojenský sluha ze Sparty                                            | tenor            | Karel Kosina          |
| Kuchař                                                                      | tenor            | Václav Šindler        |
| Domovnice                                                                   | soprán           | Jelena Ježićová       |
| 1. lucerna                                                                  | tenor            | Bedřich Zavadil       |
| 2. lucerna                                                                  | tenor            | Karel Kosina          |
| 3. lucerna                                                                  | tenor            | Václav Šindler        |
| Socha                                                                       | bas              | Vladimír Jedenáctík   |
| Měsíc                                                                       | tenor            | Valentin Šindler      |
| Černoška                                                                    | soprán           | Jožka Mattesová       |
| Opilec                                                                      | baryton          | Ferdinand Pour        |
| 1. aedil                                                                    | tenor            | Jan Špůrek            |
| 2. aedil                                                                    | bas              | Adolf Brunner         |
| Cato                                                                        | mluvená role     | Václav Fiala          |
| Plautus                                                                     | mluvená role     | Ladislav Nechyba      |
| Molière                                                                     | mluvená role     | Bohumil Nováček       |
| Pán s parukou                                                               | mluvená role     | Václav Fiala          |
| Režisér                                                                     | mluvená role     | Vilém Skoch           |
| Nápověda                                                                    | mluvená role     | Emil Randa            |
| Kritik                                                                      | mluvená role     | Adolf Brunner         |
| Strážník                                                                    | mluvená role     | Josef Tupý            |
| Pět dukátů (soprány); athénští občané, lidé v Bambulově tančírně, tanečnice |                  |                       |
| Dirigent:                                                                   | Dirigent:        | František Neumann     |
| Režie:                                                                      | Režie:           | Ota Zítek             |
| Scéna a kostýmy:                                                            | Scéna a kostýmy: | Bohumil Babánek       |

## Obsah opery

### 1.díl
Je noc. Na nebi svítí měsíc, na zemi lucerny. Kalidorus a jeho sluha Pseudolus čtou dopis od tanečnice Fenicie, Kalidovy milé. Píše v něm, že ji majitel tančírny Bambula prodal za dvacet dukátů jakémusi vojákovi. Vzal si zálohu a obdržel jeho pečeť. Tomu, kdo se prokáže stejnou pečetí a zaplatí dlužných pět dukátů, Bambula svou tanečnici vydá. 
Pseudolos vezme Kalidora do Bambulovy tančírny, kde vrcholí přípravy na hostinu k majitelovým narozeninám. Kalidos žádá Bambulu, aby týden počkal, než sežene peníze, kterými by vyplatil Felicii, ale ten odmítá.
Šimon a jeho žena Malina hovoří o prodeji tanečnice Felicie jejich synovi Kalidorovi. Matka souhlasí, otec je proti výkupnému a chce rozhlásit po městě, aby jeho synovi nikdo žádné peníze nepůjčoval. Pseudolus se pokouší přesvědčit Šimona, aby vydal chybějící peníze. Do hry vstupují svými komentáři a požadavky nápověda, režisér a kritik, což vyvolá všeobecný chaos. 
Do Bambulovy tančírny přichází vojenský sluha Harpax. Pseudolus se začne vydávat za Bambulova sekretáře a chce po Harpaxovi peníze. Ten odevzdává Pseudolovi list s pečetí pro Bambulu, nikoliv však peníze. Ty si Pseudolus půjčí od paní Mary, která mu pro chystané intriky sežene i vojenskou šavli a uniformu. Pseudolus pak nechává vše dopravit ke své milé Aloisii. Felicie sní o lepších časech a zpívá  árii: „Když jsem tančila v Arkadii, ovečky pásl můj hoch“. Černoška zpívá song o svém chlapci v Liberii a přitom tančí.

### 2.díl
Pseudolova milá Aloisie se převléká za vojáka Harpaxe. Přichází Bambula. Aloisie už ve vojenském převleku dává Bambulovi dopis s pečetí. Ten slibuje, že vydá Felicii, jakmile dostane od vojáka peníze.
Kuchař vychvaluje Bambulovi své kuchařské umění a především užívání koření, které je jeho specialitou. 
Přichází společnost a slaví Bambulovy narozeniny. Mezi hosty je přítomen i antický dramatik. Dav v čele s domovnicí protestuje proti otroctví žen. Feniciiny tančící přítelkyně se k protestujícím připojují. 
Mezitím skutečný Harpax chce doručit peníze Bambulovi, který tuší, že je o lest a obviňuje vojáka a Pseudola z intrik. Bambula si uvědomuje, že byl napálen, oloupen a okraden. Do hry vstupuje Molière s obviněním, že Bambula používá jeho slavnou Harpagenovu scénu z Lakomce.
Kalidorus představuje rodičům svou přítelkyni Fenicii. Šimon ji hodnotí jako roztomilou a uvědomuje si, že kdysi „také měl roupy“. Ve finále si všichni s chutí zazpívají: „Pojďte s námi na skleničku!“

## Instrumentace
Dvě flétny, dva hoboje, dva klarinety, dva fagoty; dva lesní rohy, tři trubky, tři pozouny; tympány; klavír; smyčcové nástroje (housle, violy, violoncella, kontrabasy).

## Nahrávka
- 2000: Roman Janál (Šimon), Jiřina Přívratská (Paní Malina), Robert Šicho (Kalidorus), Oldřich Kříž (Pseudolus), Pavel Klečka (Bambula), Anna Janotová (Fenicie), Jana Sýkorová (Aloisie), Jan Ondráček (Harpax), Tomáš Černý (kuchař); Orchestr a sbor Státní opery Praha, Vojtěch Spurný (dirigent) SO 0011-2611 neveřejná live nahrávka